# Phytoseius brevicrinis
Phytoseius brevicrinis är en spindeldjursart som beskrevs av Swirski och Shechter 1961. Phytoseius brevicrinis ingår i släktet Phytoseius och familjen Phytoseiidae. Inga underarter finns listade i Catalogue of Life.